# Терапия (сериал)
«Терапия» (англ. Shrinking) — американский комедийно-драматический сериал, главные роли в котором сыграли Джейсон Сигел и Харрисон Форд. Премьерный показ начался 27 января 2023 года.

## Сюжет
Психотерапевт Джимми, потерявший жену около года назад, не может справиться со своим горем. Бесконечные жалобы клиентов приводят к тому, что он срывается и начинает говорить им, что думает об их ситуации с личной точки зрения. Несмотря на подобное нарушение врачебной этики, подход Джимми помогает его клиентам, но при этом вызывает недоумение и ярость его старшего коллеги Пола, у которого недавно диагностировали болезнь Паркинсона. Сериал имеет выраженную социальную направленность: в комедийной форме он затрагивает важные вопросы повседневной жизни, такие как межличностные отношения, профессиональное выгорание, психологические трудности и личностный рост. В рамках сюжетных линий активно поднимаются темы здорового образа жизни, регулярной диспансеризации и профилактики заболеваний.

## В ролях
- Джейсон Сигел — Джимми Лэрд, психотерапевт, который работает в Центре когнитивно-поведенческой терапии и скорбит о смерти своей жены
- Джессика Уильямс — Габи, терапевт, работающий с Джимми в Центре когнитивно-поведенческой терапии
- Харрисон Форд — Пол Роудс, старший терапевт и коллега Джимми по Центру когнитивно-поведенческой терапии, страдающий болезнью Паркинсона.
- Лукита Максвелл — Элис, дочь-подросток Джимми, с которой у него натянутые отношения
- Криста Миллер — Лиз, ближайшая соседка Джимми, которая также помогает присматривать за Элис
- Майкл Ури — Брайан, юрист, лучший друг Джимми
- Люк Тенни — Шон, пациент, страдающий от проблем с управлением гневом, который посещает сеансы с Джимми
- Тед МакГинли — Дерек, муж Лиз
- Хайди Гарднер — Грейс, одна из пациенток Джимми
- Лилан Боуден — Тиа, жена Джимми и мать Элис, которая погибла в автомобильной катастрофе
- Кимберли Кондикт — Уолли, одна из пациенток Джимми, страдающая обсессивно-компульсивным расстройством
- Девин Норик — Чарли, жених Брайана
- Рэйчел Стьюбингтон — Саммер, лучшая подруга Элис
- Лили Рэйб — Мэг, дочь Пола
- Уэнди Мэлик — Джули Барам, невролог, лечащая болезнь Пола, с которой у него в конце концов завязывается роман
- Тилки Джонс — Донни, жестокий муж Грейс
- Асиф Али — Алан, один из пациентов Джимми
- Мириам Флинн — Пэм, соседка Джимми и Лиз, которую сильно недолюбливали
- Гэвин Льюис — Коннор, сын Лиз и Дерека и друг Элис
- Нил Флинн — Рэймонд, один из пациентов Пола
- Брайан Хау — Кип, отец Брайана

## Список эпизодов

### Сезон 1 (2023)
| №  | Название                                   | Режиссёр         | Автор телевизионного сценария                | Дата премьеры   |
| -- | ------------------------------------------ | ---------------- | -------------------------------------------- | --------------- |
| 1  | «Как повезет» «Coin Flip»                  | Джеймс Понсольдт | Билл Лоуренс, Джейсон Сигел и Бретт Голдстин | 27 января 2023  |
| 2  | «Оплот одиночества» «Fortress of Solitude» | Ри Руссо-Янг     | Бретт Голдстин                               | 27 января 2023  |
| 3  | «Пятнадцать минут» «Fifteen Minutes»       | Ри Руссо-Янг     | Брайан Гэлливан                              | 3 февраля 2023  |
| 4  | «Картошка» «Potatoes»                      | Джеймс Понсольдт | Рачна Фрухбом                                | 10 февраля 2023 |
| 5  | «Гав» «Woof»                               | Джеймс Понсольдт | Билл Посли                                   | 17 февраля 2023 |
| 6  | «Синдром самозванца» «Imposter Syndrome»   | Рэндолл Уинстон  | Анни Мебане                                  | 24 февраля 2023 |
| 7  | «Оправдание» «Apology Tour»                | Рэндолл Уинстон  | Бретт Голдстин                               | 3 марта 2023    |
| 8  | «Вместе веселее» «Boop»                    | Зак Брафф        | Уолли Бэрэм                                  | 10 марта 2023   |
| 9  | «Движение вперед» «Moving Forward»         | Рэндолл Уинстон  | Софи Селиг                                   | 17 марта 2023   |
| 10 | «Завершение» «Closure»                     | Джеймс Понсольдт | Нил Голдман                                  | 24 марта 2023   |

### Сезон 2 (2024)
| №  | Название                                                   | Режиссёр         | Автор телевизионного сценария             | Дата премьеры   |
| -- | ---------------------------------------------------------- | ---------------- | ----------------------------------------- | --------------- |
| 11 | «Джимминг» «Jimmying»                                      | Рэндолл Уинстон  | Рачна Фрухбом                             | 16 октября 2024 |
| 12 | «Я люблю боль» «I Love Pain»                               | Рэндолл Уинстон  | Анни Мебане                               | 16 октября 2024 |
| 13 | «Психологическое что-то там» «Psychological Something-ism» | Зак Брафф        | Брайан Гэлливан                           | 23 октября 2024 |
| 14 | «Повелся!» «Made You Look»                                 | Зак Брафф        | Софи Селиг                                | 30 октября 2024 |
| 15 | «Период честности» «Honesty Era»                           | Джейми Бэббит    | Зак Борнстейн                             | 6 ноября 2024   |
| 16 | «В одиночестве» «In a Lonely Place»                        | Рэндолл Уинстон  | Бретт Голдстин                            | 13 ноября 2024  |
| 17 | «Айда на море» «Get in the Sea»                            | Рэндолл Уинстон  | Кира Браун и СиДжей Хок                   | 20 ноября 2024  |
| 18 | «Последний бокал» «Last Drink»                             | Джеймс Понсольдт | Саша Геррон                               | 27 ноября 2024  |
| 19 | «Лицо взрослого человека» «Full Grown Dude Face»           | Ану Валиа        | Билл Посли                                | 4 декабря 2024  |
| 20 | «Смена шаблонов» «Changing Patterns»                       | Джеймс Понсольдт | Эшли Николь Блэк                          | 11 декабря 2024 |
| 21 | «Лечение не помогает» «The Drugs Don't Work»               | Рэндолл Уинстон  | Нил Голдман                               | 18 декабря 2024 |
| 22 | «Последний День Благодарения» «The Last Thanksgiving»      | Билл Лоуренс     | Нил Голдман,Билл Лоуренс и Бретт Голдстин | 24 декабря 2024 |

## Производство и премьера
Проект был анонсирован в октябре 2021 года как сериал, который будет включать 10 эпизодов. Джейсон Сигел сразу получил одну из главных ролей. В апреле 2022 года к касту присоединились Харрисон Форд, Джессика Уильямс, Криста Миллер, Майкл Ури, Люк Тенни и Лукита Максвелл, а Джеймс Понсольдт стал режиссёром и исполнительным продюсером проекта. Производство началось в апреле 2022 года. Премьера сериала состоялась 27 января 2023 года на Apple TV+, причём в первый день вышли два эпизода; последующие выходят по одной в неделю. Второй сезон стартовал 16 октября 2024 года. 17 октября 2024, в Apple TV+ сообщили о продлении сериала на третий сезон, съемки которого начались в феврале 2025 года.

## Восприятие
Кристен Болдуин из Entertainment Weekly поставила «Терапии» оценку B+ и описала её как «забавную, остроумную трагикомедию о силе и опасности радикальной честности». Ричард Роупер из Chicago Sun-Times дал сериалу оценку 3,5 из 4 со словами: «Всегда неясно, что происходит за кулисами, но создаётся ощущение, что Форд отлично проводит время на этом шоу. Мы уверены, что отлично проводим время, наблюдая за этим». В статье для The Wall Street Journal Джон Андерсон написал, что «Терапия» немного напоминает ему смех на похоронах.